# Інцидент Вела Джонсона
Інцидент Вела Джонсона — випадок можливого візуального контакту заступника шерифа Вела Джонсона з НЛО зафіксований у 1979 році у Маршаллі (Міннесота).

## Інцидент
Джонсон повідомив, що під час його патрулювання біля Стефена (Міннесота) близько другої години ночі 27 серпня 1979 року він побачив промінь світла прямо над дорогою. За словами Джонсона, промінь мчав до нього, його поліцейська машина була оповита світлом, і він почув як б'ється скло. Джонсон сказав, що він був без свідомості протягом 39 хвилин, а коли прокинувся, то зрозумів, що його наручний годинник і автомобільний годинник не працювали протягом 14 хвилин. Лобове скло було зруйноване, фари були розбиті, а радіоантена зігнута.
Джонсон мав синці і подразнення очей, які лікар порівняв із «опіками зварника». 11 вересня 1979 року Джонсон став гостем програми Good Morning America на каналі АВС.

## Уфологія
Уфологи вважають інцидент одним з найзначніших і найгучніших подій НЛО у 70-х роках XX ст. Аллан Гендрі з Центру вивчення НЛО дослідив пошкодження автомобіля Джонсона поряд з іншими аспектами інциденту і прийшов до висновку, що Джонсон не інсценував подію. За словами уфолога Джерома Кларка, Джонсон відмовився пройти тест на поліграфі, тому що відчував, що роблячи це він «тільки задовольнятиме нездорову людську цікавість». У своїй книзі 1983 року «НЛО: Суспільство обмануте», скептик Філіп Класс стверджував, що вся подія була містифікацією, і що Джонсон навмисне пошкодив свою патрульну машину.